# Liliomküllő
Névváltozatok: 
fr: escarboucle, de: Glevenkranz, Glevenrad, Lilienhaspel

Rövidítések:

Klevei küllő

A liliomküllő a keresztek közé sorolható címerábra. Nyolc küllőszerűen elrendezett rúdból áll, melyek heraldikai liliomokban végződnek. Főként a francia heraldikában használják. Ha csak két keresztszárból áll liliomvégű keresztről van szó. 
1300 körül jelent meg Kleve címerében. Először VII. Dietrich, Kleve grófja (1275-1305) használta (középen kis pajzzsal), majd testvére, a Loufnak nevezett Dietrich viselte (tornagallérral). Korábban és később oroszlán volt a címerükben. Eredetileg valószínűleg a fából készült pajzs megerősítésére szolgáló fémveret volt. Francia escarboucle (karbunkulus) neve arra utal, hogy a közepét drágakővel díszítették.  A brandenburgi választófejedelemség címerében a közepén smaragd látható.      